# SoftMaker Presentations
Presentations ist ein Präsentationsprogramm im Stil von PowerPoint, das vom Nürnberger Unternehmen SoftMaker entwickelt wird.
Es wird als Bestandteil des Office-Pakets SoftMaker Office vertrieben. Eine funktional eingeschränkte kostenlose Version ist SoftMaker FreeOffice.

## Eigenschaften
Das Programm ist für Windows, macOS und Linux als 32-Bit- und 64-Bit-Version erhältlich. Die Apps für iOS und Android-Version unterscheiden für Darstellung und Bedienung stark zwischen Smartphones und Tablets.
Als Dateiformat wird standardmäßig .pptx verwendet, exportieren lassen sich auch Videos, PDFs und HTML-Seiten.
Die Benutzeroberfläche baut auf Ribbons auf, kann aber auf klassische Symbolleisten umgeschaltet werden.
Als Rechtschreibprüfung ist in der Professional-Version der Duden-Korrektor integriert, in der Home-Version und für die 20 unterstützen Fremdsprachen ein einfacherer Algorithmus.
Für Mac und Linux werden Schriftarten eingebettet.